# Parascotia detersa
Parascotia detersa är en fjärilsart som beskrevs av Otto Staudinger 1891. Parascotia detersa ingår i släktet Parascotia och familjen nattflyn. Inga underarter finns listade i Catalogue of Life.